# Amuropaludina chloantha
Amuropaludina chloantha е вид коремоного от семейство Viviparidae.

## Разпространение
Видът е разпространен в басейна на река Амур в Русия.